# Armia Stanów Zjednoczonych (Japonia)
Armia Stanów Zjednoczonych w Japonii (US Army, Japan, USARJ) – jednostka wojskowa Stanów Zjednoczonych, stacjonująca na Honsiu i Okinawie oraz ściśle współpracująca z Japońskimi Lądowymi Siłami Samoobrony. Obecnie w oddziale służy ok. 2000 żołnierzy, którzy obsługują instalacje logistyczne na tych wyspach.

## Skład i rozmieszczenie Armii USA w Japonii
- Garnizon Armii USA, Japonia
- 9 Oddział Wsparcia, Camp Zama, Japonia (były IX Korpus)
- 10 Okręgowa Grupa Wsparcia, Okinawa, Japonia
- Inżynieryjny Korpus Armijny Stanów Zjednoczonych, Japonia

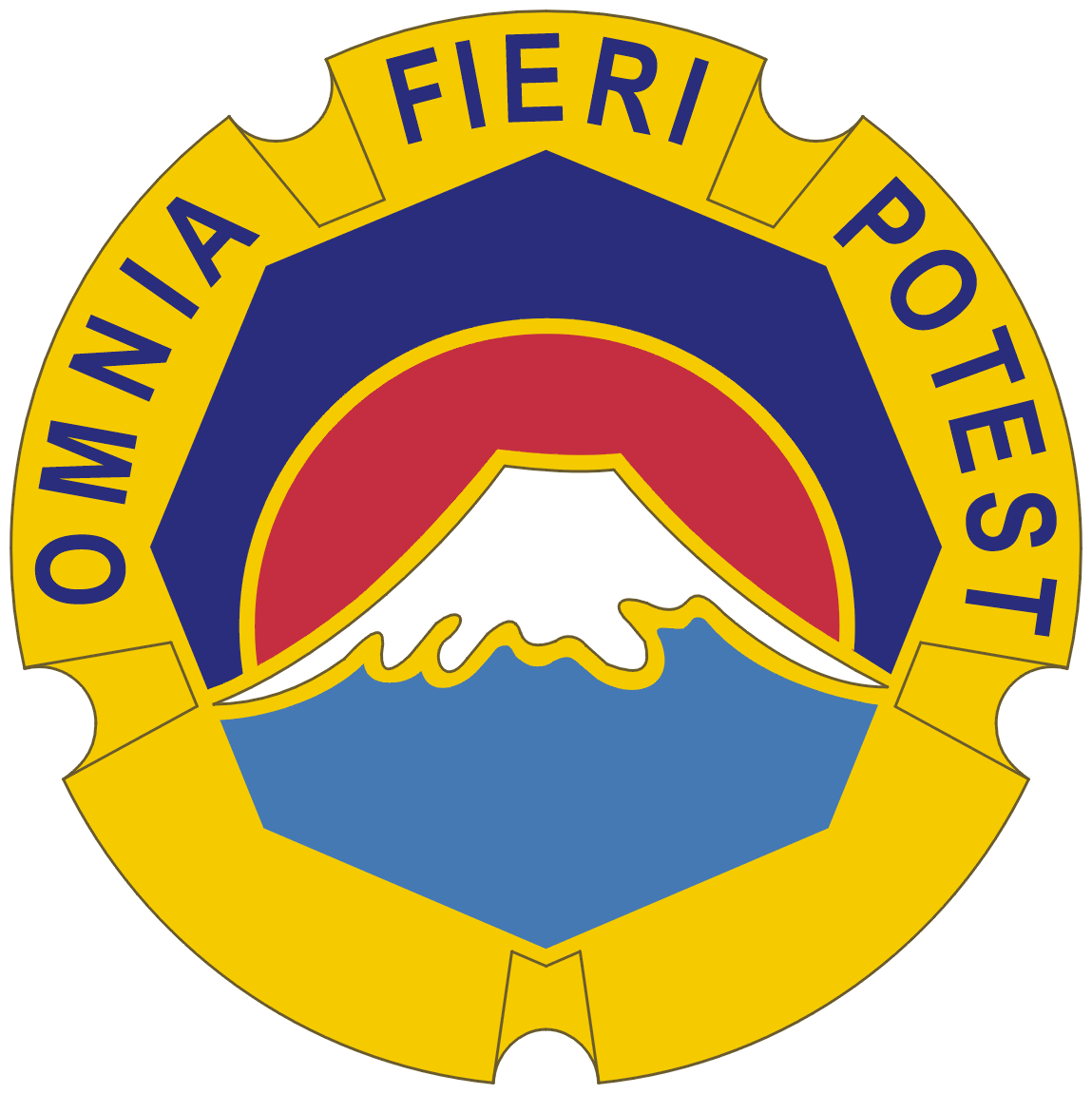
Insygnium USARJ